# 石川忠房
石川 忠房（いしかわ ただふさ、宝暦5年12月13日（1756年1月14日） - 天保7年1月18日（1836年3月5日））は、江戸時代の旗本。伊丹左兵衛勝興の次男で、石川忠国の養子。幼名は岩次郎。通称太郎右衛門、六右衛門。官途は従五位下、左近将監。遠山景晋、中川忠英と共に「文政三傑」と呼ばれ、文政年間の能吏として称えられた。実子は早世し、大屋四朗兵衛正己の三男の六右衛門忠良を養子とした。

## 生涯
宝暦13年（1763年）、石川鍋八郎忠国の養子になり、明和元年（1764年）8月に家督を継ぐ（家禄300俵）。安永2年（1773年）12月大番、天明8年（1788年）大番組頭となる。寛政3年（1791年）に目付に就任、同年12月に布衣を許される。寛政5年（1793年）通商を求めたロシアの使節ラクスマンとの交渉役となり、幕府は彼に対して同じく目付の村上義礼とともに「宣諭使」という役職を与えた。根室で滞在していたラクスマンを松前に呼び寄せ会談を行い、忠房は鎖国の国是のため長崎以外では交易しないことを穏便に話し、長崎入港の信牌を渡して、ロシアに漂流していた大黒屋光太夫、磯吉の身柄を引き受けた。寛政7年（1795年）作事奉行となり、12月17日に従五位下、左近将監に叙任された。
寛政9年（1797年）勘定奉行となる。寛政10年より道中奉行を兼帯し、駅制の改革をした。中山道安中宿が人馬の継ぎ立てに苦しんでいたので、定助郷19ヶ村の外に24ヶ村を増助郷として追加し負担を軽くし、慕われて生神として祀られた（石川忠房の生祠として現存、また群馬県桐生市堤町にも現存する）。また、寛政13年（1801年）には兼帯で蝦夷地御用掛を命じられ根室、知床方面を巡検した。文化3年（1806年）12月西丸留守居役に就任。文化5年（1808年）10月小普請組支配となり、文政2年（1819年）9月勘定奉行に再任。文政11年（1828年）8月本丸御留守居役となる。天保7年（1836年）に82歳で没し、牛込（現新宿区原町）の幸国寺に葬られた。既に養子の忠良は没していたため、翌8年に孫の石川太郎左衛門忠敏が家督を相続した。
和歌に秀でており、ラクスマンが帰国した時には「異国の 船ふきおくれ 日本の たみを恵みの 天津神かぜ」（蝦夷乱届書）と詠んでいる。また、この松前派遣時の和歌集「石川左近将監詠草」（写本だが北海道大学蔵）がある。